# Kervin Olivares
Kervin Ramon Olivares Díaz (ur. 7 lipca 1986) – wenezuelski zapaśnik w stylu walczący w stylu wolnym. Zajął ósme miejsce na mistrzostwach panamerykańskich w 2018. Brązowy medalista igrzysk Ameryki Południowej w 2018. Trzeci na mistrzostwach Ameryki Środkowej i Karaibów w 2018. Mistrz panamerykański juniorów w 2006 roku.